# Kamelia Tsekova
Kamelia Tsekova –en búlgaro, Камеля Цекова– (12 de marzo de 1979) es una deportista búlgara que compitió en lucha libre. Ganó dos medallas de bronce en el Campeonato Europeo de Lucha, en los años 2000 y 2001.

## Palmarés internacional
| Campeonato Europeo | Campeonato Europeo | Campeonato Europeo | Campeonato Europeo |
| Año                | Lugar              | Medalla            | Categoría          |
| ------------------ | ------------------ | ------------------ | ------------------ |
| 2000               | Budapest (Hungría) | Medalla de bronce  | 46 kg              |
| 2001               | Budapest (Hungría) | Medalla de bronce  | 46 kg              |